# Aline Terry
Aline M. Terry, ameriška tenisačica.
Leta 1893 je osvojila turnir za Nacionalno prvenstvo ZDA tako v posamični konkurenci, v finalu je premagala Augusta Schultz, kot tudi v konkurenci ženskih dvojic skupaj s Harriet Butler.

## Finali Grand Slamov

### Posamično (1)

#### Zmage (1)
| Leto | Turnir                   | Nasprotnica v finalu | Rezultat finala |
| 1893 | Nacionalno prvenstvo ZDA | Augusta Schultz      | 6–1, 6–3        |

### Ženske dvojice (1)

#### Zmage (1)
| Leto | Turnir                   | Partnerica     | Nasprotnici v finalu     | Rezultat finala |
| 1893 | Nacionalno prvenstvo ZDA | Harriet Butler | Augusta Schultz M. Stone | 6–4, 6–3        |